# ATP Tour 1990
L'edizione 1990 dell'ATP Tour è iniziata il 1º gennaio con i tornei Wellington Classic e Australian Men's Hardcourt Championships 1990 e si è conclusa il 12 novembre con gli ATP Tour World Championships.
L'ATP Tour è una serie di tornei maschili di tennis organizzati dall'ATP. Questa include i tornei del Grande Slam, la Coppa Davis e la Grand Slam Cup (organizzati in collaborazione con l'International Tennis Federation), i tornei dell'ATP Super 9, dell'ATP Championship Series, della World Team Cup, dell'ATP Tour World Championships e dell'ATP World Series.

## Calendario
Legenda

| Grande Slam             |
| ATP Super 9             |
| ATP Championship Series |
| ATP World Series        |
| Torneo a squadre        |
| Torneo di fine anno     |

### Gennaio
| Settimana  | Torneo                                                                                            | Vincitore                                      | Finalista                        | Semifinalisti                         | Eliminati ai quarti                                               |
| ---------- | ------------------------------------------------------------------------------------------------- | ---------------------------------------------- | -------------------------------- | ------------------------------------- | ----------------------------------------------------------------- |
| 1º gennaio | Australian Men's Hardcourt Championships 1990 Adelaide, Australia 125000 $ Singolare - Doppio     | Thomas Muster 3-6, 6-2, 7-5                    | Jimmy Arias                      | Sergi Bruguera Jean-Philippe Fleurian | Michael Stich Mark Kratzmann Mark Koevermans Jérôme Potier        |
| 1º gennaio | Australian Men's Hardcourt Championships 1990 Adelaide, Australia 125000 $ Singolare - Doppio     | Andrew Castle Nduka Odizor 7-6, 6-2            | Alexander Mronz Michiel Schapers | Sergi Bruguera Jean-Philippe Fleurian | Michael Stich Mark Kratzmann Mark Koevermans Jérôme Potier        |
| 1º gennaio | Wellington Classic 1990 Wellington, Nuova Zelanda 125000 $ Singolare - Doppio                     | Emilio Sánchez 6-7, 6-4, 4-6, 6-4, 6-1         | Richey Reneberg                  | Paolo Canè Karel Nováček              | Richard Fromberg Gilad Bloom Lars-Anders Wahlgren Andrej Česnokov |
| 1º gennaio | Wellington Classic 1990 Wellington, Nuova Zelanda 125000 $ Singolare - Doppio                     | Kelly Evernden Nicolás Pereira 6-4, 7-6        | Sergio Casal Emilio Sánchez      | Paolo Canè Karel Nováček              | Richard Fromberg Gilad Bloom Lars-Anders Wahlgren Andrej Česnokov |
| 8 gennaio  | New South Wales Open 1990 Sydney, Australia 150000 $ Singolare - Doppio                           | Yannick Noah 5-7, 6-3, 6-4                     | Carl-Uwe Steeb                   | Aaron Krickstein Mats Wilander        | Ivan Lendl David Wheaton Pete Sampras Boris Becker                |
| 8 gennaio  | New South Wales Open 1990 Sydney, Australia 150000 $ Singolare - Doppio                           | Pat Cash Mark Kratzmann 6-4, 7-5               | Pieter Aldrich Danie Visser      | Aaron Krickstein Mats Wilander        | Ivan Lendl David Wheaton Pete Sampras Boris Becker                |
| 8 gennaio  | Heineken Open 1990 Auckland, Nuova Zelanda 125000 $ Singolare - Doppio                            | Scott Davis 4-6, 6-3, 6-3                      | Andrej Česnokov                  | Amos Mansdorf Ramesh Krishnan         | Grant Connell Jimmy Arias Magnus Gustafsson Steve Guy             |
| 8 gennaio  | Heineken Open 1990 Auckland, Nuova Zelanda 125000 $ Singolare - Doppio                            | Kelly Jones Robert Van't Hof 7-6, 6-0          | Gilad Bloom Paul Haarhuis        | Amos Mansdorf Ramesh Krishnan         | Grant Connell Jimmy Arias Magnus Gustafsson Steve Guy             |
| 15 gennaio | Australian Open 1990 Melbourne, Australia Grande Slam 1462000 $ Singolare - Doppio - Doppio misto | Ivan Lendl 4-6, 7-6(3), 5-2 ritiro             | Stefan Edberg                    | Yannick Noah Mats Wilander            | Andrej Čerkasov Mikael Pernfors David Wheaton Boris Becker        |
| 15 gennaio | Australian Open 1990 Melbourne, Australia Grande Slam 1462000 $ Singolare - Doppio - Doppio misto | Pieter Aldrich Danie Visser 6-4, 4-6, 6-1, 6-4 | Grant Connell Glenn Michibata    | Yannick Noah Mats Wilander            | Andrej Čerkasov Mikael Pernfors David Wheaton Boris Becker        |

### Febbraio
| Settimana   | Torneo | Vincitore                                        | Finalista                         | Semifinalisti                        | Eliminati ai quarti                                             |
| ----------- | --- | ------------------------------------------------ | --------------------------------- | ------------------------------------ | --------------------------------------------------------------- |
| 5 febbraio  | Pacific Coast Championships 1990 San Francisco, CA, Stati Uniti 225000 $ - Sintetico indoor Singolare - Doppio | Andre Agassi 6-1, 6-3                            | Todd Witsken                      | Joey Rive Jim Grabb                  | Richey Reneberg Jimmy Arias Christo van Rensburg Paul Annacone  |
| 5 febbraio  | Pacific Coast Championships 1990 San Francisco, CA, Stati Uniti 225000 $ - Sintetico indoor Singolare - Doppio | Kelly Jones Robert Van't Hof 2-6, 7-6, 6-3       | Glenn Layendecker Richey Reneberg | Joey Rive Jim Grabb                  | Richey Reneberg Jimmy Arias Christo van Rensburg Paul Annacone  |
| 5 febbraio  | Stella Artois Indoor 1990 Milano, Italia 540000 $ - Sintetico indoor Singolare - Doppio                        | Ivan Lendl 6-3, 6-2                              | Tim Mayotte                       | Pete Sampras John McEnroe            | Jim Courier Milan Šrejber Jakob Hlasek Eric Jelen               |
| 5 febbraio  | Stella Artois Indoor 1990 Milano, Italia 540000 $ - Sintetico indoor Singolare - Doppio                        | Omar Camporese Diego Nargiso 6-4, 6-4            | Tom Nijssen Udo Riglewski         | Pete Sampras John McEnroe            | Jim Courier Milan Šrejber Jakob Hlasek Eric Jelen               |
| 5 febbraio  | Chevrolet Classic 1990 Guarujá, Brasile 125000 $ - Terra rossa Singolare - Doppio                              | Martín Jaite 3-6, 6-4, 6-3                       | Luiz Mattar                       | Eduardo Bengoechea Alexandre Hocevar | Jay Berger Ivan Kley Cássio Motta Pavel Vojtíšek                |
| 5 febbraio  | Chevrolet Classic 1990 Guarujá, Brasile 125000 $ - Terra rossa Singolare - Doppio                              | Javier Frana Gustavo Luza 7-6(4), 7-6(48)        | Luiz Mattar Cássio Motta          | Eduardo Bengoechea Alexandre Hocevar | Jay Berger Ivan Kley Cássio Motta Pavel Vojtíšek                |
| 12 febbraio | Toronto Indoor 1990 Toronto, Canada 1005000 $ - Sintetico indoor Singolare - Doppio                            | Ivan Lendl 6-3, 6-0                              | Tim Mayotte                       | John McEnroe Brad Gilbert            | Kevin Curren Jay Berger Aaron Krickstein Petr Korda             |
| 12 febbraio | Toronto Indoor 1990 Toronto, Canada 1005000 $ - Sintetico indoor Singolare - Doppio                            | Patrick Galbraith David Macpherson 3-6, 6-3, 6-4 | Neil Broad Kevin Curren           | John McEnroe Brad Gilbert            | Kevin Curren Jay Berger Aaron Krickstein Petr Korda             |
| 12 febbraio | Brussels Indoor 1990 Bruxelles, Belgio 465000 $ - Sintetico indoorr Singolare - Doppio                         | Boris Becker 7-5, 6-2, 6-2                       | Carl-Uwe Steeb                    | Magnus Gustafsson Miloslav Mečíř     | Paolo Canè Jonas Svensson Ronald Agénor Goran Ivanišević        |
| 12 febbraio | Brussels Indoor 1990 Bruxelles, Belgio 465000 $ - Sintetico indoorr Singolare - Doppio                         | Emilio Sánchez Slobodan Živojinović 7-5, 6-3     | Goran Ivanišević Balázs Taróczy   | Magnus Gustafsson Miloslav Mečíř     | Paolo Canè Jonas Svensson Ronald Agénor Goran Ivanišević        |
| 19 febbraio | U.S. Pro Indoor 1990 Filadelfia, Pennsylvania, Stati Uniti 825000 $ - Sintetico indoor Singolare - Doppio      | Pete Sampras 7-6(4), 7-5, 6-2                    | Andrés Gómez                      | Mark Kratzmann Petr Korda            | Jim Courier Tim Mayotte Jay Berger Paul Haarhuis                |
| 19 febbraio | U.S. Pro Indoor 1990 Filadelfia, Pennsylvania, Stati Uniti 825000 $ - Sintetico indoor Singolare - Doppio      | Rick Leach Jim Pugh 6-4, 6-2                     | Grant Connell Glenn Michibata     | Mark Kratzmann Petr Korda            | Jim Courier Tim Mayotte Jay Berger Paul Haarhuis                |
| 19 febbraio | Stuttgart Championship Series 1990 Stoccarda, Germania 825000 $- Sintetico indoor Singolare - Doppio           | Boris Becker 6-2, 6-2                            | Ivan Lendl                        | Magnus Gustafsson Jonas Svensson     | Patrik Kühnen Aki Rahunen Horst Skoff Miloslav Mečíř            |
| 19 febbraio | Stuttgart Championship Series 1990 Stoccarda, Germania 825000 $- Sintetico indoor Singolare - Doppio           | Guy Forget Jakob Hlasek 6-3, 6-2                 | Michael Mortensen Tom Nijssen     | Magnus Gustafsson Jonas Svensson     | Patrik Kühnen Aki Rahunen Horst Skoff Miloslav Mečíř            |
| 26 febbraio | Volvo U.S. National Indoor 1990 Memphis, Tennessee, Stati Uniti 225000 $ - Cemento indoor Singolare - Doppio   | Michael Stich 6(5)-7, 6-4, 7-6(1)                | Wally Masur                       | Gary Muller Glenn Layendecker        | Danie Visser MaliVai Washington Petr Korda Veli Paloheimo       |
| 26 febbraio | Volvo U.S. National Indoor 1990 Memphis, Tennessee, Stati Uniti 225000 $ - Cemento indoor Singolare - Doppio   | Darren Cahill Mark Kratzmann 6-3, 6-2            | Udo Riglewski Michael Stich       | Gary Muller Glenn Layendecker        | Danie Visser MaliVai Washington Petr Korda Veli Paloheimo       |
| 26 febbraio | Rotterdam Open 1990 Rotterdam, Paesi Bassi 450000 $ - Sintetico indoor Singolare - Doppio                      | Brad Gilbert 6-1, 6-3                            | Jonas Svensson                    | Michael Tauson Jakob Hlasek          | Amos Mansdorf Magnus Gustafsson Alex Antonitsch Thomas Högstedt |
| 26 febbraio | Rotterdam Open 1990 Rotterdam, Paesi Bassi 450000 $ - Sintetico indoor Singolare - Doppio                      | Leonardo Lavalle Jorge Lozano 6-3, 7-6           | Diego Nargiso Nicolás Pereira     | Michael Tauson Jakob Hlasek          | Amos Mansdorf Magnus Gustafsson Alex Antonitsch Thomas Högstedt |

### Marzo
| Settimana | Torneo | Vincitore                              | Finalista                     | Semifinalisti               | Eliminati ai quarti                                         |
| --------- | --- | -------------------------------------- | ----------------------------- | --------------------------- | ----------------------------------------------------------- |
| 5 marzo   | Champions Cup and the WTA of Indian Wells 1990 Indian Wells, CA, Stati Uniti 750000 $ - Cemento Singolare - Doppio | Stefan Edberg 6-4, 5-7, 7-6(1), 7-6(6) | Andre Agassi                  | Boris Becker Jim Courier    | Jay Berger Emilio Sánchez Aaron Krickstein Jan Gunnarsson   |
| 5 marzo   | Champions Cup and the WTA of Indian Wells 1990 Indian Wells, CA, Stati Uniti 750000 $ - Cemento Singolare - Doppio | Boris Becker Guy Forget 6-4, 6-3       | Jim Grabb Patrick McEnroe     | Boris Becker Jim Courier    | Jay Berger Emilio Sánchez Aaron Krickstein Jan Gunnarsson   |
| 5 marzo   | Grand Prix Hassan II 1990 Casablanca, Marocco 125000 $ - Terra Singolare - Doppio                                  | Thomas Muster 6-1, 6(3)-7, 6-2         | Guillermo Pérez Roldán        | Tomás Carbonell Goran Prpić | Thierry Tulasne Roberto Azar Johan Anderson Mark Koevermans |
| 5 marzo   | Grand Prix Hassan II 1990 Casablanca, Marocco 125000 $ - Terra Singolare - Doppio                                  | Todd Woodbridge Simon Youl 6-3, 6-1    | Paul Haarhuis Mark Koevermans | Tomás Carbonell Goran Prpić | Thierry Tulasne Roberto Azar Johan Anderson Mark Koevermans |
| 12 marzo  | Miami Open 1990 Miami, Florida, Stati Uniti 1200000 $ - Cemento Singolare - Doppio                                 | Andre Agassi 6-1, 6-4, 0-6, 6-2        | Stefan Edberg                 | Emilio Sánchez Jay Berger   | Martín Jaite Jakob Hlasek Jim Courier Pete Sampras          |
| 12 marzo  | Miami Open 1990 Miami, Florida, Stati Uniti 1200000 $ - Cemento Singolare - Doppio                                 | Rick Leach Jim Pugh 6-4, 3-6, 6-       | Boris Becker Cássio Motta     | Emilio Sánchez Jay Berger   | Martín Jaite Jakob Hlasek Jim Courier Pete Sampras          |

### Aprile
| Settimana | Torneo | Vincitore                                        | Finalista                          | Semifinalisti                   | Eliminati ai quarti                                               |
| --------- | --- | ------------------------------------------------ | ---------------------------------- | ------------------------------- | ----------------------------------------------------------------- |
| 2 aprile  | Verizon Tennis Challenge 1990 Orlando, Florida, Stati Uniti 225000 $ - Terra rossa Singolare - Doppio          | Brad Gilbert 6-2, 6-1                            | Christo van Rensburg               | MaliVai Washington David Pate   | Joey Rive Scott Davis Jason Stoltenberg Alexis Hombrecher         |
| 2 aprile  | Verizon Tennis Challenge 1990 Orlando, Florida, Stati Uniti 225000 $ - Terra rossa Singolare - Doppio          | Scott Davis David Pate 6-3, 7-5                  | Alfonso Mora Brian Page            | MaliVai Washington David Pate   | Joey Rive Scott Davis Jason Stoltenberg Alexis Hombrecher         |
| 2 aprile  | Estoril Open 1990 Estoril, Portogallo 225000 $ - Terra rossa Singolare - Doppio                                | Emilio Sánchez 6-3, 6-1                          | Franco Davín                       | Jordi Arrese Juan Aguilera      | Jay Berger Omar Camporese Thomas Muster Paul Haarhuis             |
| 2 aprile  | Estoril Open 1990 Estoril, Portogallo 225000 $ - Terra rossa Singolare - Doppio                                | Sergio Casal Emilio Sánchez 7-5, 4-6, 7-5        | Omar Camporese Paolo Canè          | Jordi Arrese Juan Aguilera      | Jay Berger Omar Camporese Thomas Muster Paul Haarhuis             |
| 2 aprile  | ATP Rio de Janeiro 1990 Rio de Janeiro, Brasile 225000 $ - Sintetico indoor Singolare - Doppio                 | Luiz Mattar 6-4, 6-4                             | Andrew Sznajder                    | Martin Wostenholme Brian Garrow | Pavel Vojtíšek Simone Colombo Martin Laurendeau Patrick Baur      |
| 2 aprile  | ATP Rio de Janeiro 1990 Rio de Janeiro, Brasile 225000 $ - Sintetico indoor Singolare - Doppio                 | Brian Garrow Sven Salumaa 7-5, 6-3               | Nelson Aerts Fernando Roese        | Martin Wostenholme Brian Garrow | Pavel Vojtíšek Simone Colombo Martin Laurendeau Patrick Baur      |
| 9 aprile  | Japan Open Tennis Championships 1990 Tokyo, Giappone 825000 $ - Cemento Singolare - Doppio                     | Stefan Edberg 6-4, 7-5                           | Aaron Krickstein                   | Ivan Lendl Brad Gilbert         | Amos Mansdorf Michael Chang Wally Masur Jim Grabb                 |
| 9 aprile  | Japan Open Tennis Championships 1990 Tokyo, Giappone 825000 $ - Cemento Singolare - Doppio                     | Mark Kratzmann Wally Masur 6-4, 6-3              | Kent Kinnear Brad Pearce           | Ivan Lendl Brad Gilbert         | Amos Mansdorf Michael Chang Wally Masur Jim Grabb                 |
| 9 aprile  | Torneo Godó 1990 Barcellona, Spagna 375000 $ - Terra rossa Singolare - Doppio                                  | Andrés Gómez 6-0, 7-6, 3-6, 0-6, 6-2             | Guillermo Pérez Roldán             | Andrej Česnokov Emilio Sánchez  | Jay Berger Diego Pérez Sergi Bruguera Martín Jaite                |
| 9 aprile  | Torneo Godó 1990 Barcellona, Spagna 375000 $ - Terra rossa Singolare - Doppio                                  | Andrés Gómez Santos Javier Sánchez 7-5, 7-6      | Sergio Casal Emilio Sánchez        | Andrej Česnokov Emilio Sánchez  | Jay Berger Diego Pérez Sergi Bruguera Martín Jaite                |
| 16 aprile | Seoul Open 1990 Seul, Corea del Sud 140000 $ - Cemento Singolare - Doppio                                      | Alex Antonitsch 7-6, 6-3                         | Pat Cash                           | Gilad Bloom Dan Goldie          | Richard Matuszewski Milan Šrejber Shūzō Matsuoka Patrik Kühnen    |
| 16 aprile | Seoul Open 1990 Seul, Corea del Sud 140000 $ - Cemento Singolare - Doppio                                      | Grant Connell Glenn Michibata 7-6, 6-4           | Jason Stoltenberg Todd Woodbridge  | Gilad Bloom Dan Goldie          | Richard Matuszewski Milan Šrejber Shūzō Matsuoka Patrik Kühnen    |
| 16 aprile | ATP Nizza 1990 Nizza, Francia 225000 $ - Terra rossa Singolare - Doppio                                        | Juan Aguilera 2-6, 6-3, 6-4                      | Guy Forget                         | Andrej Čerkasov Marc Rosset     | Jay Berger Goran Prpić Fabrice Santoro Jakob Hlasek               |
| 16 aprile | ATP Nizza 1990 Nizza, Francia 225000 $ - Terra rossa Singolare - Doppio                                        | Alberto Mancini Yannick Noah W/O                 | Marcelo Filippini Horst Skoff      | Andrej Čerkasov Marc Rosset     | Jay Berger Goran Prpić Fabrice Santoro Jakob Hlasek               |
| 23 aprile | Hong Kong Open 1990 Hong Kong, Hong Kong 185000 $ - Cemento Singolare - Doppio                                 | Pat Cash 6-3, 6-4                                | Alex Antonitsch                    | Jonathan Canter Patrik Kühnen   | Tom Nijssen Patrick McEnroe Brad Pearce Grant Connell             |
| 23 aprile | Hong Kong Open 1990 Hong Kong, Hong Kong 185000 $ - Cemento Singolare - Doppio                                 | Pat Cash Wally Masur 6-3, 6-3                    | Kevin Curren Joey Rive             | Jonathan Canter Patrik Kühnen   | Tom Nijssen Patrick McEnroe Brad Pearce Grant Connell             |
| 23 aprile | Monte Carlo Open 1990 Monte Carlo, Monaco 750000 $ - Terra rossa Singolare - Doppio                            | Andrej Česnokov 7-5, 6-3, 6-3                    | Thomas Muster                      | Henri Leconte Emilio Sánchez    | Juan Aguilera Horst Skoff Marc Rosset Boris Becker                |
| 23 aprile | Monte Carlo Open 1990 Monte Carlo, Monaco 750000 $ - Terra rossa Singolare - Doppio                            | Petr Korda Tomáš Šmíd 6-2, 6-1                   | Andrés Gómez Santos Javier Sánchez | Henri Leconte Emilio Sánchez    | Juan Aguilera Horst Skoff Marc Rosset Boris Becker                |
| 30 aprile | Internazionali di Tennis di Baviera 1990 Monaco di Baviera, Germania 225000 $ - Terra rossa Singolare - Doppio | Karel Nováček 6-4, 6-2                           | Thomas Muster                      | Petr Korda Jonas Svensson       | Martin Střelba Jens Wöhrmann Jim Courier Christian Bergström      |
| 30 aprile | Internazionali di Tennis di Baviera 1990 Monaco di Baviera, Germania 225000 $ - Terra rossa Singolare - Doppio | Udo Riglewski Michael Stich 6-1, 6-4             | Petr Korda Tomáš Šmíd              | Petr Korda Jonas Svensson       | Martin Střelba Jens Wöhrmann Jim Courier Christian Bergström      |
| 30 aprile | Madrid Tennis Grand Prix 1990 Madrid, Spagna 279000 $ - Terra rossa Singolare - Doppio                         | Andrés Gómez 6-3, 7-6                            | Marc Rosset                        | Javier Sánchez Martín Jaite     | Juan Carlos Báguena Marcos Górriz Alberto Mancini Mark Koevermans |
| 30 aprile | Madrid Tennis Grand Prix 1990 Madrid, Spagna 279000 $ - Terra rossa Singolare - Doppio                         | Juan Carlos Báguena Omar Camporese 6-4, 3-6, 6-3 | Andrés Gómez Santos Javier Sánchez | Javier Sánchez Martín Jaite     | Juan Carlos Báguena Marcos Górriz Alberto Mancini Mark Koevermans |
| 30 aprile | Singapore Open 1990 Singapore, Singapore 225000 $ - Sintetico indoor Singolare - Doppio                        | Kelly Jones 6-4, 2-6, 7-6                        | Richard Fromberg                   | Dan Goldie Jan Siemerink        | Wally Masur Patrick McEnroe Kelly Evernden Thomas Högstedt        |
| 30 aprile | Singapore Open 1990 Singapore, Singapore 225000 $ - Sintetico indoor Singolare - Doppio                        | Mark Kratzmann Jason Stoltenberg 6-1, 6-0        | Brad Drewett Todd Woodbridge       | Dan Goldie Jan Siemerink        | Wally Masur Patrick McEnroe Kelly Evernden Thomas Högstedt        |

### Maggio
| Settimana | Torneo | Vincitore                                | Finalista                          | Semifinalisti                      | Eliminati ai quarti                                               |
| --------- | --- | ---------------------------------------- | ---------------------------------- | ---------------------------------- | ----------------------------------------------------------------- |
| 7 maggio  | U.S. Men's Clay Court Championships 1990 Kiawah Island, Carolina del Sud, Stati Uniti 197000 $ - Terra rossa Singolare - Doppio | David Wheaton 6-4, 6-4                   | Mark Kaplan                        | Alexander Mronz MaliVai Washington | Derrick Rostagno Jeff Tarango Tim Wilkison Martin Wostenholme     |
| 7 maggio  | U.S. Men's Clay Court Championships 1990 Kiawah Island, Carolina del Sud, Stati Uniti 197000 $ - Terra rossa Singolare - Doppio | Scott Davis David Pate 6-2, 6-3          | Jim Grabb Leonardo Lavalle         | Alexander Mronz MaliVai Washington | Derrick Rostagno Jeff Tarango Tim Wilkison Martin Wostenholme     |
| 7 maggio  | ATP German Open 1990 Amburgo, Germania 750000 $ - Terra rossa Singolare - Doppio                                                | Juan Aguilera 6-1. 6-0, 7-6(7)           | Boris Becker                       | Henri Leconte Guy Forget           | Jimmy Arias Franco Davín Jay Berger Magnus Gustafsson             |
| 7 maggio  | ATP German Open 1990 Amburgo, Germania 750000 $ - Terra rossa Singolare - Doppio                                                | Sergi Bruguera Jim Courier 4-6, 6-1, 7-6 | Udo Riglewski Michael Stich        | Henri Leconte Guy Forget           | Jimmy Arias Franco Davín Jay Berger Magnus Gustafsson             |
| 14 maggio | Internazionali d'Italia 1990 Roma, Italia 1005000 $ - Terra rossa Singolare - Doppio                                            | Thomas Muster 6-1, 6-3, 6-1              | Andrej Česnokov                    | Emilio Sánchez Andrés Gómez        | Alberto Mancini Guillermo Pérez Roldán Omar Camporese Guy Forget  |
| 14 maggio | Internazionali d'Italia 1990 Roma, Italia 1005000 $ - Terra rossa Singolare - Doppio                                            | Sergio Casal Emilio Sánchez 7-6, 7-5     | Jim Courier Marty Davis            | Emilio Sánchez Andrés Gómez        | Alberto Mancini Guillermo Pérez Roldán Omar Camporese Guy Forget  |
| 14 maggio | Croatia Open Umag 1990 Umago, Jugoslavia 147500 $ - Terra rossa Singolare - Doppio                                              | Goran Prpić 6-3, 4-6, 6-4                | Goran Ivanišević                   | Horacio de la Peña Andrej Čerkasov | Roberto Azar Aki Rahunen Eric Jelen Tarik Benhabiles              |
| 14 maggio | Croatia Open Umag 1990 Umago, Jugoslavia 147500 $ - Terra rossa Singolare - Doppio                                              | Vojtěch Flégl Daniel Vacek 6-4, 6-4      | Andrej Čerkasov Andrej Ol'chovskij | Horacio de la Peña Andrej Čerkasov | Roberto Azar Aki Rahunen Eric Jelen Tarik Benhabiles              |
| 21 maggio | ATP Bologna Outdoor 1990 Bologna, Italia 225000 $ - Terra rossa Singolare - Doppio                                              | Richard Fromberg 4-6, 6-4, 7-6           | Marc Rosset                        | Jérôme Potier Franco Davín         | Guillermo Pérez Roldán Thierry Tulasne Todd Witsken Lawson Duncan |
| 21 maggio | ATP Bologna Outdoor 1990 Bologna, Italia 225000 $ - Terra rossa Singolare - Doppio                                              | Gustavo Luza Udo Riglewski 7-6, 4-6, 6-1 | Jérôme Potier Jim Pugh             | Jérôme Potier Franco Davín         | Guillermo Pérez Roldán Thierry Tulasne Todd Witsken Lawson Duncan |
| 28 maggio | Open di Francia 1990 Parigi, Francia Grand Slam 2700000 $ - Terra rossa Singolare - Doppio - Doppio misto                       | Andrés Gómez 6-3, 2-6, 6-4, 6-4          | Andre Agassi                       | Jonas Svensson Thomas Muster       | Henri Leconte Michael Chang Thierry Champion Goran Ivanišević     |
| 28 maggio | Open di Francia 1990 Parigi, Francia Grand Slam 2700000 $ - Terra rossa Singolare - Doppio - Doppio misto                       | Sergio Casal Emilio Sánchez 7-5, 6-3     | Goran Ivanišević Petr Korda        | Jonas Svensson Thomas Muster       | Henri Leconte Michael Chang Thierry Champion Goran Ivanišević     |

### Giugno
| Settimana | Torneo                                                                                                | Vincitore                                       | Finalista                           | Semifinalisti                   | Eliminati ai quarti                                                 |
| --------- | --- | ----------------------------------------------- | ----------------------------------- | ------------------------------- | ------------------------------------------------------------------- |
| 11 giugno | Continental Grass Court Championships 1990 Rosmalen, Paesi Bassi 225000 $ - Erba Singolare - Doppio   | Amos Mansdorf 6-3, 7-6                          | Aleksandr Volkov                    | Richey Reneberg Patrick McEnroe | Henrik Holm David Engel Glenn Layendecker Robbie Weiss              |
| 11 giugno | Continental Grass Court Championships 1990 Rosmalen, Paesi Bassi 225000 $ - Erba Singolare - Doppio   | Jakob Hlasek Michael Stich 7-6, 6-3             | Jim Grabb Patrick McEnroe           | Richey Reneberg Patrick McEnroe | Henrik Holm David Engel Glenn Layendecker Robbie Weiss              |
| 11 giugno | ATP Firenze 1990 Firenze, Italia 225000 $ - Terra rossa Singolare - Doppio                            | Magnus Larsson 6-7, 7-5, 6-0                    | Lawson Duncan                       | Aki Rahunen Omar Camporese      | Guillermo Pérez Roldán Javier Sánchez Tomás Carbonell Fernando Luna |
| 11 giugno | ATP Firenze 1990 Firenze, Italia 225000 $ - Terra rossa Singolare - Doppio                            | Sergi Bruguera Horacio de la Peña 3-6, 6-3, 6-4 | Luiz Mattar Diego Pérez             | Aki Rahunen Omar Camporese      | Guillermo Pérez Roldán Javier Sánchez Tomás Carbonell Fernando Luna |
| 11 giugno | Queen's Club Championships 1990 Londra, Gran Bretagna 450000 $ - Erba Singolare - Doppio              | Ivan Lendl 6-3, 6-2                             | Boris Becker                        | John McEnroe Stefan Edberg      | David Pate Richard Fromberg David Wheaton Christo van Rensburg      |
| 11 giugno | Queen's Club Championships 1990 Londra, Gran Bretagna 450000 $ - Erba Singolare - Doppio              | Jeremy Bates Kevin Curren 7-6, 6-4              | Henri Leconte Ivan Lendl            | John McEnroe Stefan Edberg      | David Pate Richard Fromberg David Wheaton Christo van Rensburg      |
| 18 giugno | ATP Genova 1990 Genova, Italia 225000 $ - Terra rossa Singolare - Doppio                              | Ronald Agénor 3-6, 6-4, 6-3                     | Tarik Benhabiles                    | Cédric Pioline Omar Camporese   | Udo Riglewski Mark Koevermans Luiz Mattar Horst Skoff               |
| 18 giugno | ATP Genova 1990 Genova, Italia 225000 $ - Terra rossa Singolare - Doppio                              | Tomás Carbonell Udo Riglewski 7-6, 7-6          | Cristiano Caratti Federico Mordegan | Cédric Pioline Omar Camporese   | Udo Riglewski Mark Koevermans Luiz Mattar Horst Skoff               |
| 18 giugno | Manchester Open 1990 Manchester, Gran Bretagna 225000 $ - Erba Singolare - Doppio                     | Pete Sampras 7-6(9), 7-6(3)                     | Gilad Bloom                         | Nick Brown Eric Jelen           | Kelly Jones Mark Kratzmann Christo van Rensburg Kelly Evernden      |
| 18 giugno | Manchester Open 1990 Manchester, Gran Bretagna 225000 $ - Erba Singolare - Doppio                     | Mark Kratzmann Jason Stoltenberg 6-3, 2-6, 6-4  | Nick Brown Kelly Jones              | Nick Brown Eric Jelen           | Kelly Jones Mark Kratzmann Christo van Rensburg Kelly Evernden      |
| 28 giugno | Torneo di Wimbledon 1990 Londra, Gran Bretagna Grand Slam 2670863 $ - Erba Singolare - Doppio - Misto | Stefan Edberg 6-2, 6-2, 3-6, 3-6, 6-4           | Boris Becker                        | Ivan Lendl Goran Ivanišević     | Brad Pearce Christian Bergström Kevin Curren Brad Gilbert           |
| 28 giugno | Torneo di Wimbledon 1990 Londra, Gran Bretagna Grand Slam 2670863 $ - Erba Singolare - Doppio - Misto | Rick Leach Jim Pugh 7-6(5), 7-6(4), 7-6(5)      | Pieter Aldrich Danie Visser         | Ivan Lendl Goran Ivanišević     | Brad Pearce Christian Bergström Kevin Curren Brad Gilbert           |

### Luglio
| Settimana | Torneo | Vincitore                                     | Finalista                     | Semifinalisti                  | Eliminati ai quarti                                                 |
| --------- | --- | --------------------------------------------- | ----------------------------- | ------------------------------ | ------------------------------------------------------------------- |
| 9 luglio  | Swiss Open Gstaad 1990 Gstaad, Svizzera 275000 $ - Terra rossa Singolare - Doppio                            | Martín Jaite 6-3, 6-7, 6-2, 6-2               | Sergi Bruguera                | Ronald Agénor Marc Rosset      | Carl-Uwe Steeb Jim Courier Andrej Česnokov Emilio Sánchez           |
| 9 luglio  | Swiss Open Gstaad 1990 Gstaad, Svizzera 275000 $ - Terra rossa Singolare - Doppio                            | Sergio Casal Emilio Sánchez 6-3, 3-6, 7-5     | Omar Camporese Javier Sánchez | Ronald Agénor Marc Rosset      | Carl-Uwe Steeb Jim Courier Andrej Česnokov Emilio Sánchez           |
| 9 luglio  | Hall of Fame Tennis Championships 1990 Newport, Rhode Island, Stati Uniti 150000 $ - Erba Singolare - Doppio | Pieter Aldrich 7-6(10), 1-6, 6-1              | Darren Cahill                 | Gary Muller Eric Jelen         | Robbie Weiss Jim Pugh Mark Kratzmann Peter Lundgren                 |
| 9 luglio  | Hall of Fame Tennis Championships 1990 Newport, Rhode Island, Stati Uniti 150000 $ - Erba Singolare - Doppio | Darren Cahill Mark Kratzmann 7-6, 6-2         | Todd Nelson Bryan Shelton     | Gary Muller Eric Jelen         | Robbie Weiss Jim Pugh Mark Kratzmann Peter Lundgren                 |
| 9 luglio  | Swedish Open 1990 Båstad, Svezia 225000 $ - Terra rossa Singolare - Doppio                                   | Richard Fromberg 6-2, 7-6                     | Magnus Larsson                | Lars Jonsson Marcelo Filippini | Veli Paloheimo Diego Pérez Goran Prpić Aki Rahunen                  |
| 9 luglio  | Swedish Open 1990 Båstad, Svezia 225000 $ - Terra rossa Singolare - Doppio                                   | Ronnie Båthman Rikard Bergh 6-1, 6-4          | Jan Gunnarsson Udo Riglewski  | Lars Jonsson Marcelo Filippini | Veli Paloheimo Diego Pérez Goran Prpić Aki Rahunen                  |
| 16 luglio | Mercedes Cup 1990 Stoccarda, Germania 825000 $ - Terra rossa Singolare - Doppio                              | Goran Ivanišević 6(2)-7, 6-1, 6-4, 7-6(5)     | Guillermo Pérez Roldán        | Henri Leconte Emilio Sánchez   | Horst Skoff Andrej Čerkasov Marcelo Filippini Eric Jelen            |
| 16 luglio | Mercedes Cup 1990 Stoccarda, Germania 825000 $ - Terra rossa Singolare - Doppio                              | Pieter Aldrich Danie Visser 6-4, 7-5          | Per Henricsson Nicklas Utgren | Henri Leconte Emilio Sánchez   | Horst Skoff Andrej Čerkasov Marcelo Filippini Eric Jelen            |
| 16 luglio | Washington Open 1990 Washington, Stati Uniti 420000 $ - Cemento Singolare - Doppio                           | Andre Agassi 6-1, 6-4                         | Jim Grabb                     | Michael Chang Brad Gilbert     | Richey Reneberg Todd Witsken Derrick Rostagno Michael Stich         |
| 16 luglio | Washington Open 1990 Washington, Stati Uniti 420000 $ - Cemento Singolare - Doppio                           | Grant Connell Glenn Michibata 2-6, 6-4, 6-2   | Jorge Lozano Todd Witsken     | Michael Chang Brad Gilbert     | Richey Reneberg Todd Witsken Derrick Rostagno Michael Stich         |
| 23 luglio | Canada Open 1990 Toronto, Canada 930000 $ - Cemento Singolare - Doppio                                       | Michael Chang 4-6, 6-3, 7-6(3)                | Jay Berger                    | Pete Sampras Jakob Hlasek      | Andre Agassi John McEnroe Tim Mayotte Todd Witsken                  |
| 23 luglio | Canada Open 1990 Toronto, Canada 930000 $ - Cemento Singolare - Doppio                                       | Paul Annacone David Wheaton 6-4, 6-4          | Broderick Dyke Peter Lundgren | Pete Sampras Jakob Hlasek      | Andre Agassi John McEnroe Tim Mayotte Todd Witsken                  |
| 23 luglio | Dutch Open 1990 Hilversum, Paesi Bassi 215000 $ - Terra rossa Singolare - Doppio                             | Francisco Clavet 3-6, 6-4, 6-2, 6-0           | Eduardo Masso                 | Emilio Sánchez Omar Camporese  | Olivier Delaître Sergi Bruguera Ronald Agénor Martín Jaite          |
| 23 luglio | Dutch Open 1990 Hilversum, Paesi Bassi 215000 $ - Terra rossa Singolare - Doppio                             | Sergio Casal Emilio Sánchez 7-5, 7-5          | Paul Haarhuis Mark Koevermans | Emilio Sánchez Omar Camporese  | Olivier Delaître Sergi Bruguera Ronald Agénor Martín Jaite          |
| 30 luglio | Austrian Open 1990 Kitzbühel, Austria 337500 $ - Terra rossa Singolare - Doppio                              | Horacio de la Peña 6-4, 7-6(4), 2-6, 6-2      | Karel Nováček                 | Horst Skoff Emilio Sánchez     | Boris Becker Thomas Muster Andrej Čerkasov Sergi Bruguera           |
| 30 luglio | Austrian Open 1990 Kitzbühel, Austria 337500 $ - Terra rossa Singolare - Doppio                              | Javier Sánchez Éric Winogradsky 6-4, 4-6, 6-4 | Francisco Clavet Horst Skoff  | Horst Skoff Emilio Sánchez     | Boris Becker Thomas Muster Andrej Čerkasov Sergi Bruguera           |
| 30 luglio | Sanremo Open 1990 Sanremo, Italia 225000 $ - Terra rossa Singolare - Doppio                                  | Jordi Arrese 6-2, 6-2                         | Juan Aguilera                 | Marcelo Filippini Roberto Azar | Guillermo Pérez Roldán Renzo Furlan Claudio Mezzadri Omar Camporese |
| 30 luglio | Sanremo Open 1990 Sanremo, Italia 225000 $ - Terra rossa Singolare - Doppio                                  | Mihnea-Ion Nastase Goran Prpić 3-6, 7-5, 6-3  | Ola Jonsson Fredrik Nilsson   | Marcelo Filippini Roberto Azar | Guillermo Pérez Roldán Renzo Furlan Claudio Mezzadri Omar Camporese |
| 30 luglio | Los Angeles Open 1990 Los Angeles, California, Stati Uniti 225000 $ - Cemento Singolare - Doppio             | Stefan Edberg 7-6(4), 2-6, 7-6(3)             | Michael Chang                 | Pete Sampras Gary Muller       | Jeff Tarango Jason Stoltenberg Dan Goldie Brian Garrow              |
| 30 luglio | Los Angeles Open 1990 Los Angeles, California, Stati Uniti 225000 $ - Cemento Singolare - Doppio             | Scott Davis David Pate 3-6, 6-1, 6-3          | Peter Lundgren Paul Wekesa    | Pete Sampras Gary Muller       | Jeff Tarango Jason Stoltenberg Dan Goldie Brian Garrow              |

### Agosto
| Settimana | Torneo | Vincitore                                    | Finalista                      | Semifinalisti                   | Eliminati ai quarti                                              |
| --------- | --- | -------------------------------------------- | ------------------------------ | ------------------------------- | ---------------------------------------------------------------- |
| 6 agosto  | Cincinnati Open 1990 Cincinnati, Ohio, Stati Uniti 1020000 $ - Cemento - 56S/28D Singolare - Doppio                    | Stefan Edberg 6-1, 6-1                       | Brad Gilbert                   | Andrés Gómez Scott Davis        | Michael Chang Jim Courier Jakob Hlasek Richard Fromberg          |
| 6 agosto  | Cincinnati Open 1990 Cincinnati, Ohio, Stati Uniti 1020000 $ - Cemento - 56S/28D Singolare - Doppio                    | Darren Cahill Mark Kratzmann 7-6, 6-4        | Neil Broad Gary Muller         | Andrés Gómez Scott Davis        | Michael Chang Jim Courier Jakob Hlasek Richard Fromberg          |
| 6 agosto  | ATP Praga 1990 Praga, Cecoslovacchia 148400 $ - Terra rossa - 32S/16D Singolare - Doppio                               | Jordi Arrese 7-6, 7-6                        | Nicklas Kulti                  | Horacio de la Peña Goran Prpić  | Tarik Benhabiles Franco Davín Horst Skoff Christian Saceanu      |
| 6 agosto  | ATP Praga 1990 Praga, Cecoslovacchia 148400 $ - Terra rossa - 32S/16D Singolare - Doppio                               | Vojtěch Flégl Daniel Vacek 5-7, 6-4, 6-3     | George Cosac Florin Segărceanu | Horacio de la Peña Goran Prpić  | Tarik Benhabiles Franco Davín Horst Skoff Christian Saceanu      |
| 13 agosto | RCA Championships 1990 Indianapolis, Indiana, Stati Uniti 825000 $ - Cemento - 32S/16D Singolare - Doppio              | Boris Becker 6-3, 6-4                        | Peter Lundgren                 | Jay Berger Richey Reneberg      | Jim Courier Kelly Evernden Pete Sampras Andre Agassi             |
| 13 agosto | RCA Championships 1990 Indianapolis, Indiana, Stati Uniti 825000 $ - Cemento - 32S/16D Singolare - Doppio              | Scott Davis David Pate 4-6, 6-2, 6-2         | Grant Connell Glenn Michibata  | Jay Berger Richey Reneberg      | Jim Courier Kelly Evernden Pete Sampras Andre Agassi             |
| 13 agosto | ATP Volvo International 1990 New Haven, Connecticut, Stati Uniti 825000 $ - Cemento - 56S/28D Singolare - Doppio       | Derrick Rostagno 6-3, 6-3                    | Todd Woodbridge                | Mark Woodforde Andrej Česnokov  | Bryan Shelton Wally Masur Cristiano Caratti Christo van Rensburg |
| 13 agosto | ATP Volvo International 1990 New Haven, Connecticut, Stati Uniti 825000 $ - Cemento - 56S/28D Singolare - Doppio       | Jimmy Brown Scott Melville 2-6, 7-5, 6-0     | Goran Ivanišević Petr Korda    | Mark Woodforde Andrej Česnokov  | Bryan Shelton Wally Masur Cristiano Caratti Christo van Rensburg |
| 20 agosto | Internazionali di Tennis di San Marino 1990 San Marino, San Marino 125000 $ - Terra rossa - 32S/16D Singolare - Doppio | Guillermo Pérez Roldán 6-3, 6-3              | Omar Camporese                 | Marcelo Filippini Nicklas Kulti | Renzo Furlan Pablo Arraya Franco Davín Pavel Vojtíšek            |
| 20 agosto | Internazionali di Tennis di San Marino 1990 San Marino, San Marino 125000 $ - Terra rossa - 32S/16D Singolare - Doppio | Vojtěch Flégl Daniel Vacek 6-1, 4-6, 7-6     | Jordi Burillo Marcos Górriz    | Marcelo Filippini Nicklas Kulti | Renzo Furlan Pablo Arraya Franco Davín Pavel Vojtíšek            |
| 20 agosto | Waldbaum's Hamlet Cup 1990 Long Island, New York, Stati Uniti 225000 $ - Cemento - 32S/16D Singolare - Doppio          | Stefan Edberg 7-6(3), 6-3                    | Goran Ivanišević               | John McEnroe Guy Forget         | Jonas Svensson Brad Gilbert Pete Sampras Andrés Gómez            |
| 20 agosto | Waldbaum's Hamlet Cup 1990 Long Island, New York, Stati Uniti 225000 $ - Cemento - 32S/16D Singolare - Doppio          | Guy Forget Jakob Hlasek 2-6, 6-3, 6-4        | Udo Riglewski Michael Stich    | John McEnroe Guy Forget         | Jonas Svensson Brad Gilbert Pete Sampras Andrés Gómez            |
| 20 agosto | Schenectady Open 1990 Schenectady, New York, Stati Uniti 125000 $ - Cemento - 32S/16D Singolare - Doppio               | Ramesh Krishnan 6-1, 6-1                     | Kelly Evernden                 | Martín Jaite Brad Pearce        | Andrej Ol'chovskij Chuck Adams Steve Guy Amos Mansdorf           |
| 20 agosto | Schenectady Open 1990 Schenectady, New York, Stati Uniti 125000 $ - Cemento - 32S/16D Singolare - Doppio               | Richard Fromberg Brad Pearce 6-2, 3-6, 7-6   | Brian Garrow Sven Salumaa      | Martín Jaite Brad Pearce        | Andrej Ol'chovskij Chuck Adams Steve Guy Amos Mansdorf           |
| 27 agosto | US Open 1990 New York, Stati Uniti Grand Slam 2554250 $ Cemento - 128S/64D Singolare - Doppio - Doppio misto           | Pete Sampras 6-4, 6-3, 6-2                   | Andre Agassi                   | John McEnroe Boris Becker       | David Wheaton Ivan Lendl Andrej Čerkasov Aaron Krickstein        |
| 27 agosto | US Open 1990 New York, Stati Uniti Grand Slam 2554250 $ Cemento - 128S/64D Singolare - Doppio - Doppio misto           | Pieter Aldrich Danie Visser 6-2, 7-6(3), 6-2 | Paul Annacone David Wheaton    | John McEnroe Boris Becker       | David Wheaton Ivan Lendl Andrej Čerkasov Aaron Krickstein        |

### Settembre
| Settimana    | Torneo | Vincitore                                        | Finalista                       | Semifinalisti                           | Eliminati ai quarti                                              |
| ------------ | --- | ------------------------------------------------ | ------------------------------- | --------------------------------------- | ---------------------------------------------------------------- |
| 10 settembre | Geneva Open 1990 Ginevra, Svizzera 225000 $ - Terra rossa - 32S/16D Singolare - Doppio                        | Horst Skoff 7-6(8), 7-6(4)                       | Sergi Bruguera                  | Michael Tauson Marc Rosset              | Henri Leconte Horacio de la Peña Omar Camporese Renzo Furlan     |
| 10 settembre | Geneva Open 1990 Ginevra, Svizzera 225000 $ - Terra rossa - 32S/16D Singolare - Doppio                        | Pablo Albano David Engel 6-3, 7-6                | Neil Borwick David Lewis        | Michael Tauson Marc Rosset              | Henri Leconte Horacio de la Peña Omar Camporese Renzo Furlan     |
| 10 settembre | ATP Bordeaux 1990 Bordeaux, Francia 270000 $ - Terra rossa - 32S/16D Singolare - Doppio                       | Guy Forget 6-4, 6-3                              | Goran Ivanišević                | Ronald Agénor Guillermo Pérez Roldán    | Tomas Nydahl Lawson Duncan Thierry Champion Fabrice Santoro      |
| 10 settembre | ATP Bordeaux 1990 Bordeaux, Francia 270000 $ - Terra rossa - 32S/16D Singolare - Doppio                       | Tomás Carbonell Libor Pimek 6-3, 6-7, 6-2        | Mansour Bahrami Yannick Noah    | Ronald Agénor Guillermo Pérez Roldán    | Tomas Nydahl Lawson Duncan Thierry Champion Fabrice Santoro      |
| 24 settembre | Campionati Internazionali di Sicilia 1990 Palermo, Italia 270000 $ - Terra rossa - 32S/16D Singolare - Doppio | Franco Davín 6-1, 6-1                            | Juan Aguilera                   | Thierry Champion Guillermo Pérez Roldán | Martin Střelba Horacio de la Peña Claudio Pistolesi Marián Vajda |
| 24 settembre | Campionati Internazionali di Sicilia 1990 Palermo, Italia 270000 $ - Terra rossa - 32S/16D Singolare - Doppio | Sergio Casal Emilio Sánchez 6-3, 6-4             | Carlos Costa Horacio de la Peña | Thierry Champion Guillermo Pérez Roldán | Martin Střelba Horacio de la Peña Claudio Pistolesi Marián Vajda |
| 24 settembre | Queensland Open 1990 Brisbane, Australia 225000 $ - Cemento - 32S/16D Singolare - Doppio                      | Brad Gilbert 6-3, 6-1                            | Aaron Krickstein                | Carl-Uwe Steeb John Fitzgerald          | Carl Limberger Nicklas Kroon Robbie Weiss Eric Jelen             |
| 24 settembre | Queensland Open 1990 Brisbane, Australia 225000 $ - Cemento - 32S/16D Singolare - Doppio                      | Jason Stoltenberg Todd Woodbridge 2-6, 6-4, 6-4  | Brian Garrow Mark Woodforde     | Carl-Uwe Steeb John Fitzgerald          | Carl Limberger Nicklas Kroon Robbie Weiss Eric Jelen             |
| 24 settembre | Swiss Indoors 1990 Basilea, Svizzera 450000 $ - Cemento indoor - 32S/16D Singolare - Doppio                   | John McEnroe 6(4)-7, 4-6, 7-6(3), 6-3, 6-4       | Goran Ivanišević                | Scott Melville Veli Paloheimo           | Yannick Noah Andrej Čerkasov Magnus Gustafsson Michael Stich     |
| 24 settembre | Swiss Indoors 1990 Basilea, Svizzera 450000 $ - Cemento indoor - 32S/16D Singolare - Doppio                   | Stefan Kruger Christo van Rensburg 4-6, 7-6, 6-3 | Neil Broad Gary Muller          | Scott Melville Veli Paloheimo           | Yannick Noah Andrej Čerkasov Magnus Gustafsson Michael Stich     |

### Ottobre
| Settimana  | Torneo | Vincitore                                  | Finalista                          | Semifinalisti                  | Eliminati ai quarti                                                  |
| ---------- | --- | ------------------------------------------ | ---------------------------------- | ------------------------------ | -------------------------------------------------------------------- |
| 1º ottobre | Athens Open 1990 Atene, Grecia 125 000 $ - Terra rossa - 32S/16D Singolare - Doppio                             | Mark Koevermans 5-7, 6-4, 6-1              | Franco Davín                       | Marián Vajda Jordi Arrese      | Tomás Carbonell Guillermo Pérez Roldán Javier Sánchez Francisco Roig |
| 1º ottobre | Athens Open 1990 Atene, Grecia 125 000 $ - Terra rossa - 32S/16D Singolare - Doppio                             | Sergio Casal Javier Sánchez 6-4, 6-3       | Tom Kempers Richard Krajicek       | Marián Vajda Jordi Arrese      | Tomás Carbonell Guillermo Pérez Roldán Javier Sánchez Francisco Roig |
| 1º ottobre | Grand Prix de Tennis de Toulouse 1990 Tolosa, Francia 260 000 $ - Sintetico indoor - 32S/16D Singolare - Doppio | Jonas Svensson 7-6(5), 6-2                 | Fabrice Santoro                    | Ronald Agénor Amos Mansdorf    | Christian Bergström Aleksandr Volkov Magnus Larsson Yannick Noah     |
| 1º ottobre | Grand Prix de Tennis de Toulouse 1990 Tolosa, Francia 260 000 $ - Sintetico indoor - 32S/16D Singolare - Doppio | Neil Broad Gary Muller 7-6, 6-4            | Michael Mortensen Michiel Schapers | Ronald Agénor Amos Mansdorf    | Christian Bergström Aleksandr Volkov Magnus Larsson Yannick Noah     |
| 1º ottobre | Australian Indoor Championships 1990 Sydney, Australia 750 000 $ - Cemento indoor - 32S/16D Singolare - Doppio  | Boris Becker 7-6(4), 6-4, 6-4              | Stefan Edberg                      | Ivan Lendl Todd Woodbridge     | David Wheaton Peter Lundgren Grant Connell Richey Reneberg           |
| 1º ottobre | Australian Indoor Championships 1990 Sydney, Australia 750 000 $ - Cemento indoor - 32S/16D Singolare - Doppio  | Broderick Dyke Peter Lundgren 6-2, 6-4     | Stefan Edberg Ivan Lendl           | Ivan Lendl Todd Woodbridge     | David Wheaton Peter Lundgren Grant Connell Richey Reneberg           |
| 8 ottobre  | Tokyo Indoor 1990 Tokyo, Giappone 750 000 $ - Sintetico indoor - 32S/16D Singolare - Doppio                     | Ivan Lendl 4-6, 6-3, 7-6(5)                | Boris Becker                       | Stefan Edberg Richey Reneberg  | Jakob Hlasek Scott Davis Thomas Högstedt Andrej Čerkasov             |
| 8 ottobre  | Tokyo Indoor 1990 Tokyo, Giappone 750 000 $ - Sintetico indoor - 32S/16D Singolare - Doppio                     | Guy Forget Jakob Hlasek 6-2, 4-6, 6-2      | Scott Davis David Pate             | Stefan Edberg Richey Reneberg  | Jakob Hlasek Scott Davis Thomas Högstedt Andrej Čerkasov             |
| 8 ottobre  | Tel Aviv Open 1990 Tel Aviv, Israele 125 000 $ - Cemento - 32S/16D Singolare - Doppio                           | Andrej Česnokov 6-4, 6-3                   | Amos Mansdorf                      | Gilad Bloom Jeff Tarango       | Lars Jonsson Christo van Rensburg Mark Koevermans Nduka Odizor       |
| 8 ottobre  | Tel Aviv Open 1990 Tel Aviv, Israele 125 000 $ - Cemento - 32S/16D Singolare - Doppio                           | Nduka Odizor Christo van Rensburg 6-3, 6-4 | Ronnie Båthman Rikard Bergh        | Gilad Bloom Jeff Tarango       | Lars Jonsson Christo van Rensburg Mark Koevermans Nduka Odizor       |
| 8 ottobre  | European Indoor Championships 1990 Berlino, Germania 260 000 $ - Sintetico indoor - 32S/16D Singolare - Doppio  | Ronald Agénor 4-6, 6-4, 7-6(8)             | Aleksandr Volkov                   | Martin Sinner Luiz Mattar      | Milan Šrejber Kevin Curren Jean-Philippe Fleurian Jonas Svensson     |
| 8 ottobre  | European Indoor Championships 1990 Berlino, Germania 260 000 $ - Sintetico indoor - 32S/16D Singolare - Doppio  | Pieter Aldrich Danie Visser 7-6, 7-6       | Kevin Curren Patrick Galbraith     | Martin Sinner Luiz Mattar      | Milan Šrejber Kevin Curren Jean-Philippe Fleurian Jonas Svensson     |
| 15 ottobre | Grand Prix de Tennis de Lyon 1990 Lione, Francia 450 000 $ - Sintetico indoor - 32S/16D Singolare - Doppio      | Marc Rosset 6-3, 6-2                       | Mats Wilander                      | Alexander Mronz David Pate     | Aaron Krickstein Jonas Svensson Ronald Agénor Gary Muller            |
| 15 ottobre | Grand Prix de Tennis de Lyon 1990 Lione, Francia 450 000 $ - Sintetico indoor - 32S/16D Singolare - Doppio      | Patrick Galbraith Kelly Jones 7-6, 6-4     | Jim Grabb David Pate               | Alexander Mronz David Pate     | Aaron Krickstein Jonas Svensson Ronald Agénor Gary Muller            |
| 15 ottobre | Vienna Open 1990 Vienna, Austria 225 000 $ - Sintetico indoor - 32S/16D Singolare - Doppio                      | Anders Järryd 6-3, 6-3, 6-1                | Horst Skoff                        | Thomas Muster Aleksandr Volkov | Andrej Ol'chovskij Lars Jonsson Martín Jaite John McEnroe            |
| 15 ottobre | Vienna Open 1990 Vienna, Austria 225 000 $ - Sintetico indoor - 32S/16D Singolare - Doppio                      | Udo Riglewski Michael Stich 6-4, 6-4       | Jorge Lozano Todd Witsken          | Thomas Muster Aleksandr Volkov | Andrej Ol'chovskij Lars Jonsson Martín Jaite John McEnroe            |
| 22 ottobre | ATP San Paolo 1990 San Paolo, Brasile 125 000 $ - Sintetico - 32S/16D Singolare - Doppio                        | Robbie Weiss 3-6, 7-6(7), 6-1              | Jaime Yzaga                        | Jacco Eltingh Danilo Marcelino | Miguel Nido João Cunha e Silva Chris Garner Luiz Mattar              |
| 22 ottobre | ATP San Paolo 1990 San Paolo, Brasile 125 000 $ - Sintetico - 32S/16D Singolare - Doppio                        | Shelby Cannon Alfonso Mora 6-7, 6-3, 7-6   | Mark Koevermans Luiz Mattar        | Jacco Eltingh Danilo Marcelino | Miguel Nido João Cunha e Silva Chris Garner Luiz Mattar              |
| 22 ottobre | Stockholm Open 1990 Stoccolma, Svezia 840 000 $ - Sintetico indoor - 32S/16D Singolare - Doppio                 | Boris Becker 6-4, 6-0, 6-3                 | Stefan Edberg                      | Aleksandr Volkov Pete Sampras  | Brad Gilbert Nicklas Kulti David Wheaton Goran Ivanišević            |
| 22 ottobre | Stockholm Open 1990 Stoccolma, Svezia 840 000 $ - Sintetico indoor - 32S/16D Singolare - Doppio                 | Guy Forget Jakob Hlasek 6-2,6-3            | John Fitzgerald Anders Järryd      | Aleksandr Volkov Pete Sampras  | Brad Gilbert Nicklas Kulti David Wheaton Goran Ivanišević            |
| 29 ottobre | Paris Open 1990 Parigi, Francia 1 650 000 $ - Sintetico indoor - 48S/24D Singolare - Doppio                     | Stefan Edberg 3-3 ritiro                   | Boris Becker                       | Sergi Bruguera Jonas Svensson  | Jakob Hlasek Guillaume Raoux Emilio Sánchez Michael Stich            |
| 29 ottobre | Paris Open 1990 Parigi, Francia 1 650 000 $ - Sintetico indoor - 48S/24D Singolare - Doppio                     | Scott Davis David Pate 5–7, 6–3, 6–4       | Darren Cahill Mark Kratzmann       | Sergi Bruguera Jonas Svensson  | Jakob Hlasek Guillaume Raoux Emilio Sánchez Michael Stich            |

### Novembre
| Settimana   | Torneo                                                                                            | Vincitore                                     | Finalista                     | Semifinalisti                     | Eliminati ai quarti                                            |
| ----------- | ------------------------------------------------------------------------------------------------- | --------------------------------------------- | ----------------------------- | --------------------------------- | -------------------------------------------------------------- |
| 5 novembre  | ATP Itaparica 1990 Itaparica, Brasile 225000 $ - Cemento Singolare - Doppio                       | Mats Wilander 6-1, 6-2                        | Marcelo Filippini             | Tomás Carbonell Mark Koevermans   | Nuno Marques Cássio Motta Andrew Sznajder Maurice Ruah         |
| 5 novembre  | ATP Itaparica 1990 Itaparica, Brasile 225000 $ - Cemento Singolare - Doppio                       | Mauro Menezes Fernando Roese 7-6, 7-5         | Tomás Carbonell Marcos Górriz | Tomás Carbonell Mark Koevermans   | Nuno Marques Cássio Motta Andrew Sznajder Maurice Ruah         |
| 5 novembre  | Wembley Championship 1990 Wembley, Inghilterra 297000 $ - Sintetico indoor Singolare - Doppio     | Jakob Hlasek 7-6, 6-3                         | Michael Chang                 | Christian Bergström Diego Nargiso | Patrick McEnroe Peter Lundgren Magnus Larsson Goran Ivanišević |
| 5 novembre  | Wembley Championship 1990 Wembley, Inghilterra 297000 $ - Sintetico indoor Singolare - Doppio     | Jim Grabb Patrick McEnroe 7-6, 4-6, 6-3       | Rick Leach Jim Pugh           | Christian Bergström Diego Nargiso | Patrick McEnroe Peter Lundgren Magnus Larsson Goran Ivanišević |
| 5 novembre  | Kremlin Cup 1990 Mosca, Unione Sovietica 297000 $ - Sintetico indoor - 32S/16D Singolare - Doppio | Andrej Čerkasov 6-2, 6-1                      | Tim Mayotte                   | Petr Korda Udo Riglewski          | Anders Järryd Aleksandr Volkov Sergio Casal Emilio Sánchez     |
| 5 novembre  | Kremlin Cup 1990 Mosca, Unione Sovietica 297000 $ - Sintetico indoor - 32S/16D Singolare - Doppio | Hendrik Jan Davids Paul Haarhuis 6-4, 7-6     | John Fitzgerald Anders Järryd | Petr Korda Udo Riglewski          | Anders Järryd Aleksandr Volkov Sergio Casal Emilio Sánchez     |
| 12 novembre | ATP Tour World Championships 1990 Francoforte, Germania Singolare - Doppio                        | Andre Agassi 5-7, 7-6(5), 7-5, 6-2            | Stefan Edberg                 | Ivan Lendl Boris Becker           |                                                                |
| 12 novembre | ATP Tour World Championships 1990 Francoforte, Germania Singolare - Doppio                        | Guy Forget Jakob Hlasek 6–4, 7–6(5), 5–7, 6–4 | Sergio Casal Emilio Sánchez   |                                   |                                                                |

### Dicembre
| Settimana   | Torneo                                                                                          | Vincitore                  | Finalista    | Semifinalisti               | Eliminati ai quarti                                        |
| ----------- | ----------------------------------------------------------------------------------------------- | -------------------------- | ------------ | --------------------------- | ---------------------------------------------------------- |
| 11 dicembre | Grand Slam Cup 1990 Monaco di Baviera, Germania Grand Slam Cup Sintetico indoor - 16S Singolare | Pete Sampras 6-3, 6-4, 6-2 | Brad Gilbert | David Wheaton Michael Chang | Ivan Lendl Aaron Krickstein Goran Ivanišević Henri Leconte |

## Debutti
- Kevin Ullyett